# Première conférence internationale des femmes socialistes
La première conférence internationale des femmes socialistes est le congrès fondateur de l'Internationale socialiste des femmes. Cette conférence, tenue à Stuttgart (Allemagne) le 17 août 1907, rassemble 59 membres venues de 15 pays différents, représentantes d'organisations de femmes socialistes. L'évènement est accolé au congrès de l'Internationale ouvrière, débuté le lendemain dans les mêmes locaux.

## L'entrée des femmes dans le socialisme
Les femmes étaient relativement absentes de la Première Internationale Socialiste, où elles ne sont "qu'objets de polémiques entre partisans et opposants de leur éviction du marché du travail". En revanche, dans La Femme et le socialisme (1878), écrit en prison par August Bebel, président du SPD allemand, la condition féminine est une partie intégrante de la question sociale. Le SPD est alors le plus fort et le plus organisé des partis de l'Internationale, et son ouvrage aura un retentissement important, en Allemagne et à l'étranger.
Au congrès fondateur de la Deuxième internationale, la militante Clara Zetkin délivre son premier discours public. Alors qu'il est attendu d'elle un rapport sur la situation des travailleuses en Allemagne, elle déclare devant ses camarades qu'elle ne l'effectuera point, la situation des travailleuses étant "identique à celle des travailleurs", mais qu'elle parlera plutôt du principe même du travail des femmes, et de la place qu'elles doivent prendre dans la lutte des classes. Son discours préfigure la position du féminisme socialiste, en défendant l'émancipation des femmes en deux temps, le premier étant l'accession au travail.
La Conférence se tient à l'initiative de la journaliste et militante socialiste Clara Zetkin, fondatrice de l'officieuse organisation des femmes social-démocrates de l'Allemagne et rédactrice-en-chef du journal Die Gleichheit (l'Égalité). Clara Zetkin est aussi connue, à l'époque, pour son allocution au congrès fondateur de la Deuxième Internationale Socialiste, en 1889. Ce discours, sa première intervention publique, devait porter sur la situation des ouvrières en Allemagne, mais elle choisit plutôt de plaider pour l'autorisation du travail des femmes, encore discuté à l'époque par les socialistes, et leur participation à la lutte des classes aux côtés des hommes dans les partis et syndicats.
Son intervention ayant concouru à faire dans la ligne politique socialiste le combat pour l'accès égal au travail et leur invitation à rejoindre les organisations socialistes, de nombreuses organisations féminines socialistes se créent dans toute l'Europe. Cette conférence se donne pour but de faire se rencontrer les membres de ces organisations récentes et aux forces, stratégies et positionnement disparates. 
Se double à cela une motivation, pour Clara Zetkin, de politique interne. Pour l'historienne Nicole Gabriel, "On ne peut douter de la sincère volonté nationaliste de Clara Zetkin : l'abondance et la qualité des informations sur les mouvements des femmes dans les pays étrangers publiées dans Die Gleichheit en sont un témoignage. Mais il s'agit également pour elle de renforcer sa position dans le parti, en tant que femme et représentante de l'aile gauche à laquelle et offre une tribune.".

## Préparation
Les ambitions des organisateurs sont très modestes. Il s'agit avant tout d'établir un premier contact et définir une stratégie générale (Die Gleichheit parle "d'un tâtonnement, d'une première tentative pour créer des contacts réguliers").
Des difficultés organisationnelles firent craindre le pire à la délégation allemande organisatrice. Le nombre de rapports préliminaires reçus était faible, le nombre d'inscrits aussi. On se demanda même si l'importance de la réunion prévue justifiait une inauguration solennelle. En réalité, de nombreuses délégations s'annoncèrent très tardivement, et finalement, la salle prévue pour la réunion se révéla trop petite face à l'affluence réelle.

## Contenu des débats
Après l'allocution de bienvenue prononcée par Ottilie Baader, les journalistes non-socialistes furent priés de quitter la salle et Clara Zetkin fut élue présidente de séance. L'étude des motions allemandes portant sur l'organisation du mouvement en train de naître firent l'essentiel des débats. 

### Fondation pratique de l'ISF
Les questions relatives à l'organisation interne de l'Internationale socialiste des femmes firent l'objet d'un large consensus. 
L'objectif de la réunion étant d'organiser un réseau de contacts, il fut proposé (et accepté) que le journal de Zetkin, Die Gleichheit, devienne l'organe officiel de l'Internationale, servant de boîte postale pour les rapports des déléguées de chaque pays et s'engageant à répercuter les informations reçues. La proposition dut affronter les critiques de Lily Braun sur le niveau de langage du journal, jugé trop élevé pour les femmes ouvrières. C'est une critique récurrente faite au travail de Clara Zetkin, mais celle-ci avait toujours refusé de transiger, jugeant fallait habituer les ouvrières à lire des textes exigeants. De plus, Margarethe Faas-Hardegger souleva des questions sur le besoin de traduction posé par un journal en langue allemande. Mais le journal existait déjà, et la proposition reçut un soutien de poids en la personne de Rosa Luxemburg, dont le poids politique et la rareté des interventions sur le sujet rendait la position précieuse. De plus, son intervention mettait les femmes présentes devant une haute responsabilité : faire face à la vacance morale du Bureau International, duquel elle se montre très critique. 
«  Étant donné que je suis membre de bureau - et même le seul appartenant au beau sexe -, je me sens obligé de donner mon avis. Il me faut vous dire que seuls les camarades qui ne connaissent ce Bureau que de très loin ont une haute opinion de son efficacité. [...] Les temps sont révolus où Marx était le centre du mouvement international du prolétariat. 

[...]

Si vous êtes en mesure de réinstaurer un centre d'autorité morale, capable de susciter l'intérêt des pays membres de l'Internationale, alors nous aurons véritablement un centre vivant et efficace du mouvement socialiste. »
Une fois Die Gleichheit choisi comme organe officiel, ses locaux à Sillenbach, près de Stuttgart, où réside Clara Zetkin, deviennent les locaux du Secrétariat international de l'ISF. Sans même avoir eu à se présenter formellement, Zetkin est élue à l'unanimité et pour une durée de trois ans présidente de l'ISF.
La française Madeleine Pelletier proposa le rattachement de l'Internationale des femmes au Bureau Socialiste International, ce qui aurait pour effet de mettre l'Internationale des femmes sur un pied d'égalité avec les partis  socialistes nationaux. Elle abandonna sa proposition après discussion.

### Droit de vote
La question du vote des femmes domine les débats politiques. Seule la Finlande dispose du droit de vote des femmes, depuis la Révolution survenue l'année précédente. Or, si toutes ont cet objectif en tête, les situations locales sont bien diverses. 
- En premier lieu, le droit de vote n'est pas toujours pleinement acquis pour les hommes, les partis socialistes ne font pas du droit de vote des femmes une priorité, à l'exception du parti allemand, et surtout son aile gauche révolutionnaire (Karl Liebknecht, Anton Pannekoek, Rosa Luxemburg, Clara Zetkin...). En France, la ligne de la SFIO s'est élargie à l'obtention du droit de vote universel, mais seulement en 1906 et sous la pression de campagnes énergiques de la part des femmes. Ce n'était le cas d'aucun autre parti.
- De plus, les femmes socialistes ne sont pas toujours à l'avant-garde dans la lutte pour le droit de vote des femmes, lutte traditionnelle des mouvements du « féminisme bourgeois », plus anciens et plus organisés que les mouvements féministes socialistes, à l'exception encore de l'Allemagne où ils ne sont que de fondation récente. Si la position marxiste serait de les considérer comme des ennemies de classe, les Britanniques, les Françaises et les Américaines sont plus que prêtes à s'allier avec elles. La française Madeleine Pelletier est même venue en tant que représentante à la fois de la SFIO et de la Solidarité des Femmes.

Pour donner corps à la nouvelle Internationale féminine, Clara Zetkin souhaite instaurer une dynamique collective autour d'une stratégie commune (et de préférence orthodoxe), mais se heurte aux fortes divergences créées par les nécessités locales. Le scandale vient surtout du mouvement féminin autrichien, qui s'est plié à la discipline du SPÖ en participant massivement à la lutte pour l'obtention du droit de vote des hommes. 
Elle ne sera pas contredite pendant la conférence, mais le débat sera rouvert par Therese Schlesinger les jours suivants, en session plénière, devant une assemblée majoritairement masculine et plus acquise à la cause autrichienne sur la question du vote des hommes. Les débats seront vifs entre la position orthodoxe de Clara Zetkin, celle, plus « pragmatique », d'Adelheid Popp, qui déclare que « si les femmes bourgeoises veulent nous soutenir, nous ne les repousserons pas », et Millicent Murby, de la Fabian Society (gauche réformiste) ira jusqu'à déclarer son intention de lutter avec les femmes de la bourgeoisie « quelle que soit la décision du congrès », « en vertu de l'autonomie partielle que nous réclamons ».
Clara Zetkin obtint une victoire partielle, puisque le Congrès recommanda de viser « la conquête du suffrage universel, sans condition de sexe, exclusivement et sans condition », mais elle se révéla impuissante à émettre des règles contraignantes sur le plan stratégique.

## Organisations représentées

### Les femmes social-démocrates de l'Allemagne
Déléguées : 16, dont Ottilie Baader, Clara Zetkin, Rosa Luxemburg, Luise Zeitz, Lily Braun, Emma Ihrer. 
Le plus important et le plus organisé des mouvements socialistes féminins de l'époque. Fondé par Clara Zetkin après l'abolition des lois interdisant le socialisme. Environ 20.000 femmes social-démocrates évoluent à l'intérieur ou à l'extérieur du SPD. Les lois allemandes interdisant aux femmes l'appartenance à un parti politique dans de nombreux États, il s'agit d'une structure majoritairement autonome du SPD, mais doté malgré tout d'un poids considérable. Doté d'une responsable salariée par SPD, Ottilie Baader, cette structure parallèle élit, de manière non mixte, des déléguées aux congrès du SPD, et organise dès 1900 son propre congrès avant le congrès du parti socialiste, les procès-verbaux étant publiés ensemble. De plus, elles comptent dans leurs rangs Rosa Luxemburg, seule femme au Bureau Socialiste International, bien que celle-ci soit connue pour ne presque jamais s'exprimer sur les questions de droit de femmes ou dans des assemblées féminines. 
La structure prend d'autant plus facilement de l'importance qu'elle n'est pas concurrencée par d'autres mouvements féministes : les féministes « bourgeoises » sont très mal organisées en Allemagne, et les social-démocrates sont les seules à militer pour le droit de vote des femmes. Aux 20 000 membres (officieuses ou non) du parti s'ajoutent 100 000 syndiquées, majoritairement dans le textile, le tabac et l'acier (qui ont mandaté deux représentantes, dont Emma Ihrer, vieille militante d'avant l'époque Zetkin), et 70 000 abonnées pour le journal Die Gleichheit. 
Vers 1906, l'existence de cette structure devient incertaine quand les femmes obtiennent peu à la peu le droit d'entrer officiellement en politique : il est alors question de rattacher la section féminine au parti, voire de la supprimer pour intégrer les femmes comme des travailleurs "comme les autres". Bien des femmes souhaitent conserver leur autonomie et les débats entre hommes et femmes à ce sujet sont virulents. De plus, le mouvement de Zetkin, solidement ancré à la gauche du parti, constitue un enjeu important de politique interne au moment où les réformistes modérés prennent du pouvoir dans le parti.

### Le Mouvement des Ouvrières Autrichiennes
Déléguées : 7, dont Adelheid Popp et Therese Schlesinger. 
La délégation autrichienne représente la deuxième organisation en termes de membres et d'organisation (42.000 syndiquées, et 11.000 exemplaires de l'Arbeiterrinen Zeitung, le journal d'Adelheid Popp). N'ayant que peu de structures indépendantes des hommes, elles se sont pliées à la discipline du Parti social-démocrate d'Autriche en militant pour l'obtention du droit de vote des hommes. Au moment de la conférence, elles espèrent en contre-partie une mobilisation des hommes pour l'obtention de leur droit de vote, ainsi qu'une réorganisation statutaire donnant plus d'autonomie à la section féminine.

### Les organisations britanniques
La Grande-Bretagne est le pays le plus représenté à la conférence, avec 19 déléguées. Le mouvement socialiste féminin est en effet fortement divisé, ce qui explique la présence de plusieurs délégations britanniques:
- Millicent Murby, pour le Groupe des Femmes de la Société fabienne[3].
- Margaret McMillan et Margaret MacDonald, pour l'Independent Labour Party (Parti travailliste indépendant).
- Dora Montefiore et Herbert Burrows, pour la Social Democratic Federation (Fédération social-démocrate).
- La Women's Labour League (Ligue des femmes travaillistes).
- La Adult Suffrage Society (Société pour le suffrage des adultes).
- La Women's Trade Union League.

### Autres organisations
- Russie : 1 déléguée, et 
  - une observatrice de l'Alliance des Femmes Juives,
  - une de la social-démocratie de Saint-Pétersbourg,
  - et une des tisserandes de Lotz.
- Hongrie : 3 déléguées.
- France : 3 déléguées, dont Madeleine Pelletier.
- Bohême : 2 déléguées.
- Suisse : une déléguée, Margarethe Faas-Hardegger, mandatée par la confédération syndicale suisse.
- Finlande : une déléguée, mandatée par un syndicat d'ouvrières spécialisées, et récemment élue au Parlement finlandais. Étant, avec 18 de ses consœurs élues en même temps qu'elle, une des premières femmes de l'histoire à siéger à un parlement, elle fut ovationnée longuement.
- Belgique, Hollande, États-Unis d'Amérique : 1 déléguée.
- Italie, 1 déléguée, Angelica Balabanoff.
- Inde : une invitée, Madame Camay, de Bombay.

## Sources
- Rapports pour la Première Conférence Internationale des Femmes Socialistes (1907), traduction originale sur le site de la Bibliothèque de la Fondation Friedrich Ebert.
- Ordre du jour provisoire de la Première Conférence Internationale des Femmes Socialistes (1907), traduction originale sur le site de la Bibliothèque de la Fondation Friedrich Ebert.
- L'internationale des femmes socialistes, par Nicole Gabriel (1989). Matériaux pour l'histoire de notre temps, volume 16, numéro 16, p. 34-41.
- Clara Zetkin, Dora Montefiore and British Socialism: The Misrepresentation of British Socialism in the International Socialist Women’s Movement, 1907-1910, John S. Partington.